# 第五種
第五 種（だいご しょう、生没年不詳）は、後漢の官僚。字は興先。本貫は京兆尹長陵県。

## 経歴
第五倫の曾孫にあたる。若くして志操に厳しく、官吏となって、州郡に名を知られるようになった。永寿年間、司徒掾として冀州に派遣された。災害を調査したり、刺史・太守以下を挙げて奏上したりした。刑を減免される者が多く出た一方、官を捨てて逃走する者は数十人に及んだ。洛陽に帰ると、高密侯国の相に任じられた。当時徐州や兗州では反乱が続発しており、高密はその2州の境にあった。第五種は高密で食糧を備蓄し、官吏や兵士を勤労奮勉させたので、反乱者たちもかれを敬遠して高密に兵を動かさず、また高密に定住するようになった流民は1年で数千家に及んだ。有能を認められて衛国の相に転任した。
後に兗州刺史に転じた。ときに中常侍の単超の兄の子の単匡が済陰太守となり、権勢をたのみに貪婪放埒な行いをしていた。第五種は単匡を検挙しようと従事の衛羽を済陰郡に派遣した。衛羽は定陶に到着すると、単匡の賓客や親しい官吏四十数人を収監し、不正に蓄えた財産5、6000万を押収した。第五種は単匡の罪を上奏し、あわせて単超を弾劾した。単匡は追いつめられて、刺客を派遣して衛羽を殺させようとした。衛羽はその企みを察知して、刺客を捕らえると、あわせてその証言を得た。
ときに泰山郡の叔孫無忌らの反乱軍が横行して、州郡もこれを討伐できないでいた。衛羽が反乱軍を説得して降伏させたいと申し出たので、第五種はこれを許可した。衛羽は泰山郡に赴いて利害を説き、叔孫無忌らの仲間3000人あまりを降伏させた。
単超は第五種に対して恨み重なっており、第五種を陥れようと策動した結果、ついに罪に落として朔方郡への流罪とすることができた。単超の外孫の董援が朔方太守をつとめており、第五種を害そうと待ち構えていた。かつて第五種が衛国の相だったとき、門下掾の孫斌が第五種の厚遇を受けていた。孫斌は単超の企みを知ると、第五種を救うべく、友人の閭子直や甄子然と相談した。孫斌は侠客を率いて第五種を追い、太原郡で追いつくと、護送の官吏を殺して第五種を脱走させた。第五種は閭氏や甄氏のもとで数年間匿われた。徐州従事の臧旻が第五種を弁護する上書をおこなった。後に赦令に遭って第五種は表に姿を現した。
第五種は家で死去した。
子に第五巡があり、字を文休といい、太尉掾となった。金敞・韋端らとともに京兆三休と併称された。

## 伝記資料
- 『後漢書』巻41 列伝第31